# Cycloscala aldeynzeri
Cycloscala aldeynzeri is een slakkensoort uit de familie van de Epitoniidae. De wetenschappelijke naam van de soort is voor het eerst geldig gepubliceerd in 2001 door E. F. Garcia.